# 香港南區官立小學

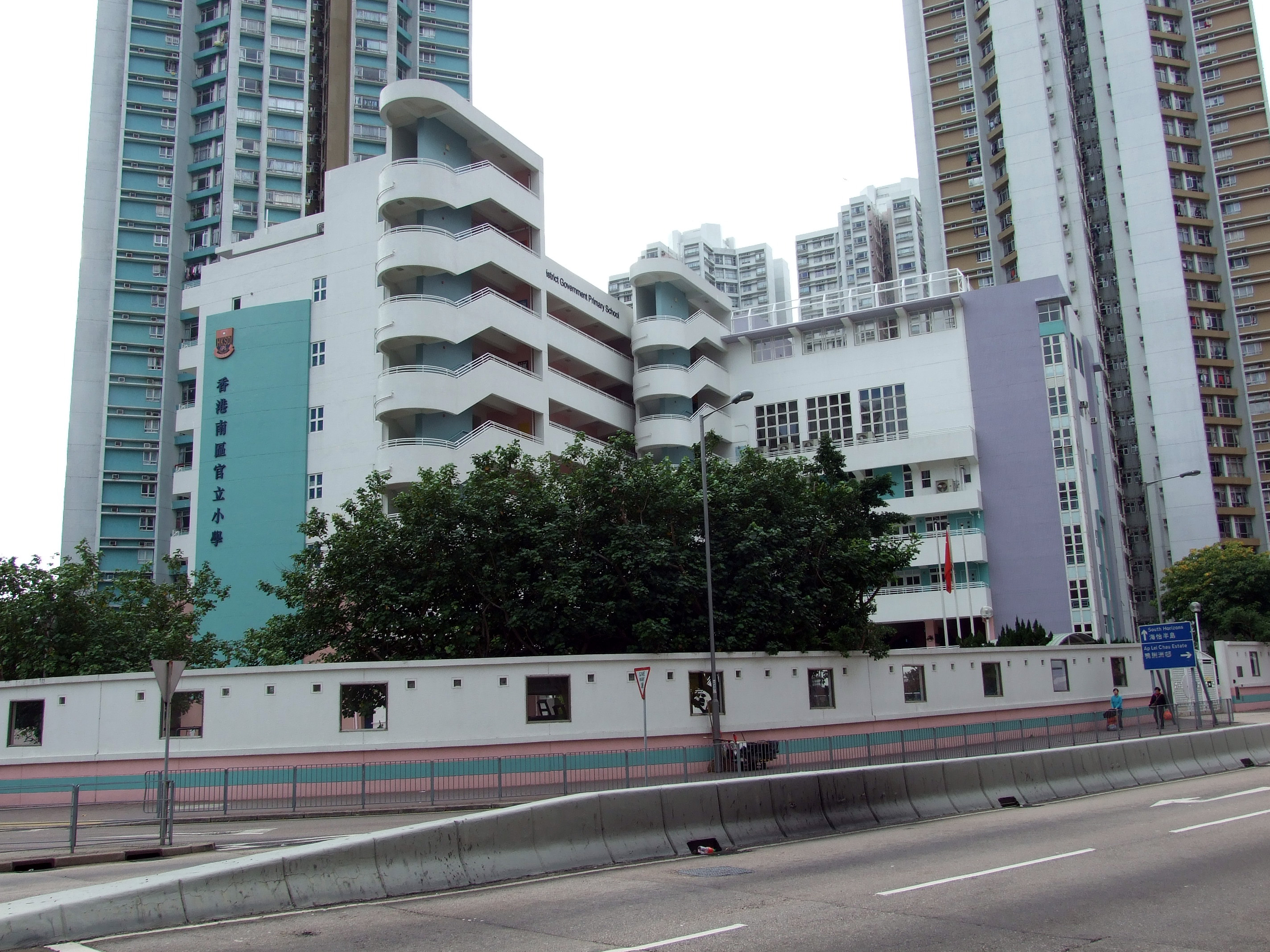
香港南區官立小學

香港南區官立小學（英語：Hong Kong Southern District Government Primary School）是香港一間官立小學，位於香港島南區鴨脷洲，以「積極人生，盡我所能」為校訓。

## 校政管理
歷任學校管理委員會主席（等同校監）
- 黎劉瑞娟 女士[1]
- 李錦光 先生

歷任校長
- 1955年至1957年：梁瑞生 先生[2]
- 梁車懿芳 女士[3]
- 陳倪淑英 女士[4]
- 蔡佩貞 女士[1]
- 麥綺華 女士
- 曾月英 女士
- 余志賢 先生
- 陳郁興 先生
- 梁蕙君 女士

## 歷史
香港南區官立小學前身為創於1955年的薄扶林官立小學，位於薄扶林道162號；學校於2000年9月遷往現址，是一所千禧設計的全新全日制小學，由政府直接管轄。原校舍則曾經用作聖士提反女子中學附屬小學的校舍，現時改建為德瑞國際學校校園。
全校共有24班，一至六年級每級各4班。現任校長為梁蕙君女士。

## 學校的使命
1. 提供一個理想的學習環境，讓學生能愉快地學習。
2. 增強學生建構知識的能力。
3. 提昇學生的語文能力。
4. 發展學生的多元智能。
5. 照顧學生的個別差異。
6. 培養學生的解難能力。
7. 培養學生的批判性思考能力。
8. 培養學生勇於承擔的精神。
9. 讓學生建立自信，提昇面對逆境的適應能力。
10. 讓學生認識中華文化。

我們本著有教無類的精神，致力培育學生正確的價值觀及良好的品德，使他們能律己盡責、自強不息、終身學習、服務社群，成為良好的市民。

## 聯繫中學
- 英皇書院
- 庇理羅士女子中學
- 金文泰中學
- 鄧肇堅維多利亞官立中學